# 3800 Karayusuf
3800 Karayusuf eller 1984 AB är en asteroid som korsar Mars omloppsbana. Den upptäcktes  4 januari 1984 av den amerikanske astronomen Eleanor F. Helin vid Palomar-observatoriet. Den är uppkallad efter Alford S. Karayusuf.
Asteroiden har en diameter på ungefär 1 kilometer.